# エリザベス・バウアー
エリザベス・バウアー（Elizabeth Baur、1947年12月1日 - 2017年9月30日）は、アメリカ合衆国の女優。CBSの連続西部劇ドラマ『対決ランサー牧場』のテレサ・オブライエン役と、NBCの連続刑事ドラマ『鬼警部アイアンサイド』の女性刑事フラン・ベルディング役が最も知られている。

## 生い立ち
カリフォルニア州ロサンゼルスで生まれる。 曾祖母のジュアニータ・グレスは、フランスのバスク地方出身のカリフォルニア初期入植者であった。女優のシャロン・グレスは従姉である。
父親のジャック・バウアーは20世紀フォックスでベテランのキャスティング・ディレクターであったが、娘の業界入りは望んでいなかった。
ロサンゼルスのイマキュレート・ハート・ハイスクールに通った。

## 学歴
ロサンゼルス・バレー・カレッジで「1年と4分の3年」学んだが、20世紀フォックスの俳優養成所に入るため中退した。

## 経歴

### 鬼警部アイアンサイド
NBCの『鬼警部アイアンサイド』でバーバラ・アンダーソンの当り役となった女性刑事イブ・ホイットフィールドの後任として、フラン・ベルディングを演じた。1972年のインタビューで「この役では100人の女の子が面接を受け、その内14人が科白の読み合わせをし、最後に残った7人がスクリーンテストを受けました。私が選ばれたのは本当に驚きでした。」と語り、さらに2年後には「刑事フラン・ベルディングはとても実直で極めて普通なので、今までに演じた中で最も難しい役です。」と語っている。
1993年のテレビ映画『帰って来た鬼警部アイアンサイド』で再びフラン・ベルディングとしてバーバラ・アンダーソンと共演。レイモンド・バー、ドン・ギャロウェイ、ドン・ミッチェルとも再会を果たした。

## 私生活
1976年、ユージーン・ウォートンと最初の結婚。1人娘で映画プロデューサーとなるレスリー・ウォートンが生まれたが、1985年に離婚。1989年、2人目の夫スティーブン・スプリンガーと結婚。バウアーは長い闘病生活の末、2017年9月30日に69歳で死去した。

## フィルモグラフィー
| 映画      | 映画                           | 映画                           | 映画                     | 映画                              |
| 年        | 原題                           | 邦題                           | 役名                     | 備考                              |
| --------- | ------------------------------ | ------------------------------ | ------------------------ | --------------------------------- |
| 1968      | The Boston Strangler           | 絞殺魔                         | ハリエット・フォーディン |                                   |
| 1993      | The Return of Ironside         | 帰って来た鬼警部アイアンサイド | フラン・ベルディング     |                                   |
| テレビ    |                                |                                |                          |                                   |
| 年        | 原題                           | 邦題                           | 役名                     | 備考                              |
| 1968      | Batman                         | 怪鳥人間バットマン             | 婦人警官                 | 1エピソード                       |
| 1968–1970 | Lancer                         | 対決ランサー牧場               | テレサ・オブライエン     | 51エピソード                      |
| 1970      | Daniel Boone                   | 西部の王者ダニエル・ブーン     | ヴァージニア             | 1エピソード                       |
| 1970      | The Young Rebels               |                                | レイチェル               | 1エピソード                       |
| 1971      | Room 222                       | 黒人教師ディックス             | ミーガン                 | 1エピソード                       |
| 1971      | Nanny and the Professor        | ぼくらのナニー                 | スーザン・バクスター     | 1エピソード                       |
| 1971–1975 | Ironside                       | 鬼警部アイアンサイド           | フラン・ベルディング     | 89エピソード                      |
| 1972      | The Bold Ones: The New Doctors |                                | フラン・ベルディング     | 1エピソード（クロスオーバー出演） |
| 1972      | Emergency!                     | エマージェンシー!              | シスター・バーバラ       | 1エピソード                       |
| 1975      | S.W.A.T.                       | 特別狙撃隊S.W.A.T.             | エレン・ベントン         | 1エピソード                       |
| 1977      | ABC Weekend Specials           |                                | アナベル                 | 1エピソード                       |
| 1978      | Police Woman                   | 女刑事ペパー                   | ジョスリン・ウェストモア | 1エピソード                       |
| 1981      | Fantasy Island                 | ファンタジー・アイランド       | ルーシー・カーソン       | 1エピソード                       |
| 1984      | Remington Steele               | 探偵レミントン・スティール     | マージー・ケルシー       | 1エピソード                       |